# Peridroma angulifera
Peridroma angulifera är en fjärilsart som beskrevs av Hans Daniel Johan Wallengren 1860. Peridroma angulifera ingår i släktet Peridroma och familjen nattflyn. Inga underarter finns listade i Catalogue of Life.